# The Dallas Morning News
The Dallas Morning News är den största dagstidningen i Dallas i Texas med runt 125 000 prenumeranter. 2024 hade den bland de tjugo största tryckta upplagorna i USA. Under 1990-talet och senast 2010 vann tidningen ett flertal Pulitzer för både reportage och fotografi, The Dallas Morning News har även vunnit priset George Polk Award för utbildande reportage och regionala reportage. Tidningen ägs av DallasNews Corporation som tidigare gick under namnet A.H. Belo Corporation.
Fotografen Ira Jefferson arbetade för The Dallas Morning News när han tog bilden på Jack Ruby som avlossar det dödande skottet mot Lee Harvey Oswald i Dallas 24 november 1963.
Tidningen distribuerade mellan 2003 och 2011 Quick, en gratis dagstidning.